# Temuri Ketsbaia
Temuri Ketsbaia (en georgiano: თემურ ქეცბაია) (Gali, Unión Soviética, 18 de marzo de 1968) es un exfutbolista internacional georgiano-chipriota y entrenador de fútbol. Actualmente está sin club.

## Biografía

### Jugador
Temuri Ketsbaia, que actuaba como centrocampista realizando labores ofensivas o como delantero, empezó jugando en las categorías inferiores del FC Dinamo Sujumi. Luego ficha por el Dinamo de Tbilisi, con el que debuta en 1987. Con este equipo conquista tres títulos de Liga y uno de Copa.
En 1992 emigra a Chipre, donde se une al Anorthosis Famagusta. Después de dos temporadas ficha por el AEK de Atenas griego. Con este club gana dos Copas de Grecia.
En 1997 empieza su andadura por el Reino Unido. Allí juega primero en el Newcastle inglés. Consigue llegar a la final de la FA Cup en dos ocasiones (1998 y 1999), aunque el equipo perdió esas dos finales con resultado idéntico, 2-0, frente al Arsenal y Manchester United. Ketsbaia se hizo famoso en Inglaterra por su celebración al marcar un gol para Newcastle al último minuto contra el Bolton Wanderers en un juego de FA Cup: tiró su camiseta a la multitud y pateó los tableros de publicidad. Luego argumentó que se trataba de un desquite por su frustración al haber sido apartado de la titularidad durante la temporada.
Luego recala en otro equipo inglés, el Wolverhampton Wanderers, que pagó 1,4 millones de euros para poder hacerse con sus servicios, y un año más tarde juega en un equipo escocés, el Dundee FC.
En 2002 regresa al Anorthosis Famagusta. En esta etapa consigue una Copa de Chipre en su primer año. Luego en la temporada 2005-06 se proclama campeón de Liga consiguiendo marcar 16 goles (cuarto máximo anotador del campeonato). Temuri Ketsbaia anunció su retiro como futbolista en 2007, disputando su último partido el 14 de julio.

#### Selección nacional
Ha sido internacional con la Selección de fútbol de Georgia en 50 ocasiones. Su debut con la camiseta nacional se produjo en 1992. Con sus 16 goles se ha convertido en el segundo mejor goleador de la selección de todos los tiempos, por detrás de su compatriota Shota Arveladze (26 goles).

### Entrenador
En 2004, mientras todavía jugaba en el Anorthosis, le surge la oportunidad de ser entrenador. Temuri Ketsbaia decide aceptar la oferta y se convierte en jugador-entrenador. Consigue ganar la Liga de 2005 haciendo dos labores, dirigiendo desde el banquillo y saltando al campo cuando era necesario.
Gana una Copa de Chipre en 2007 y al año siguiente repite título de Liga. Ese mismo verano logra clasificar a su equipo para la fase final de la Liga de Campeones de la UEFA. Este fue un hecho histórico, ya que el Anorthosis es el primer equipo chipriota en lograrlo. En ese torneo el club queda último del Grupo B pero dando una gran imagen; ya que consiguió la victoria contra el Panathinaikos (3-1) y no cayó derrotado en los tres partidos disputados como local.
En 2009, el presidente del club, Andrés Panteli, dimitió debido a presuntas irregularidades en las cuentas del equipo. Temuri Ketsbaia decide entonces abandonar el banquillo del Anorthosis Famagusta debido a la amistad que tenía con el presidente.
En mayo de 2009, ficha por el Olympiacos, siendo despedido en septiembre del mismo año.
Poco después, firma como seleccionador de Georgia.

## Clubes

### Como jugador
| Club                 | País           | Año       |
| -------------------- | -------------- | --------- |
| Dinamo Tbilisi       | URSS / Georgia | 1987-1992 |
| Anorthosis Famagusta | Chipre         | 1992-1994 |
| AEK Atenas           | Grecia         | 1994-1997 |
| Newcastle            | Inglaterra     | 1997-2000 |
| Wolverhampton        | Inglaterra     | 2000-2001 |
| Dundee               | Escocia        | 2001-2002 |
| Anorthosis Famagusta | Chipre         | 2002-2007 |

### Como entrenador
| Club                           | País    | Año       |
| ------------------------------ | ------- | --------- |
| Anorthosis Famagusta           | Chipre  | 2004-2009 |
| Olympiacos                     | Grecia  | 2009      |
| Selección de fútbol de Georgia | Georgia | 2009-2014 |
| APOEL FC                       | Chipre  | 2015-2016 |
| AEK Atenas                     | Grecia  | 2016      |
| Oremburgo                      | Rusia   | 2017      |
| Anorthosis Famagusta           | Chipre  | 2019-2022 |
| Selección de Chipre            | Chipre  | 2022-2024 |

## Palmarés

### Como jugador
| Título                     | Club                 | País    | Año  |
| -------------------------- | -------------------- | ------- | ---- |
| Umaglesi Liga              | Dinamo Tbilisi       | Georgia | 1990 |
| Umaglesi Liga              | Dinamo Tbilisi       | Georgia | 1991 |
| Umaglesi Liga              | Dinamo Tbilisi       | Georgia | 1992 |
| Copa de Georgia            | Dinamo Tbilisi       | Georgia | 1992 |
| Copa de Grecia             | AEK Atenas           | Grecia  | 1996 |
| Supercopa de Grecia        | AEK Atenas           | Grecia  | 1996 |
| Copa de Grecia             | AEK Atenas           | Grecia  | 1997 |
| Copa de Chipre             | Anorthosis Famagusta | Chipre  | 2003 |
| Primera división de Chipre | Anorthosis Famagusta | Chipre  | 2005 |

- 2 veces elegido Futbolista Georgiano del año (1990 y 1997)

### Como entrenador
| Título                     | Club                 | País   | Año  |
| -------------------------- | -------------------- | ------ | ---- |
| Primera división de Chipre | Anorthosis Famagusta | Chipre | 2005 |
| Copa de Chipre             | Anorthosis Famagusta | Chipre | 2007 |
| Supercopa de Chipre        | Anorthosis Famagusta | Chipre | 2007 |
| Primera división de Chipre | Anorthosis Famagusta | Chipre | 2008 |